# Heroes to Zeros
Heroes to Zeros es el tercer y último disco de The Beta Band, lanzado en 2004. La ilustración de la portada fue creada por el artista y guionista de cómics Kaare Andrews. El logotipo de The Beta Band para el disco fue diseñado por el dibujante de cómics Dave McCraig, y después se utilizaría de nuevo para el recopilatorio The Best of The Beta Band. 

## Listado de canciones
1. "Assessment" – 4:34
2. "Space" – 3:59
3. "Lion Thief" – 3:27
4. "Easy" – 2:32
5. "Wonderful" – 4:39
6. "Troubles" – 2:34
7. "Out-Side" – 4:06
8. "Space Beatle" – 3:41
9. "Rhododendron" – 1:36
10. "Liquid Bird" – 3:23
11. "Simple" – 3:47
12. "Pure For" – 3:55

## Músicos adicionales
Sección de viento-metal en Assessment
- Pete Fry – trombón
- Neil Martin – trompeta
- Pete Gainey – saxofón

Sección de cuerda en Simple y Troubles
- Dominic Pecher – chelo
- Alex Lyon – viola
- Ben Lee – violín
- Ruston Pomeroy – violín

## Sencillos

### "Assessment"

#### UK
- lanzado el 12 de abril de 2004

CD 1 REG102CD: "Assessment" / "Shrek"
CD 2 REG102CDS: "Assessment" / "Shrek" / "Assessment" (C Swing's bootleg mix) / "Assessment" (video)
12" CHEMST21: "Assessment" / "Shrek" / "Assessment" (C Swing's bootleg mix)

#### US
- lanzado el 18 de mayo de 2004

CD ASW 49063: "Assessment" / "Shrek" / "Assessment" (C Swing's bootleg mix) / "Assessment" (video)
12" ASW 48755: "Assessment" / "Shrek" / "Assessment" (C Swing's bootleg mix)

### "Out-Side"

#### UK
- lanzado el 12 de julio de 2004

CD 1 REG110CD: "Out-Side" (radio edit) / "Out-Side" (Roman Nose remix)
CD 2 REG110CDS: "Out-Side" (radio edit) / "Out-Side" (Roman Nose remix) / "Out-Side" (Depth Charge remix) / "Out-Side" (video)
12" REG110: "Out-Side" (radio edit) / "Out-Side" (Roman Nose remix)